# 12 Play
12 Play är ett musikalbum av R. Kelly, hans debutalbum som soloartist. Det innehåller bland annat hit-låtarna  Bump n' Grind, Your Body's Callin, Sex Me, Summer Bunnies och It Seems Like Your Ready.

## Låtar
Alla låtar är skrivna och komponerade av R. Kelly, förutom "Sadie" by Joseph B. Jefferson, Bruce Hawes, and Charles Simmons. 
| Nr  | Titel                      | Producer(s)           | Längd |
| --- | -------------------------- | --------------------- | ----- |
| 1.  | Your Body's Callin'        | R. Kelly, Timmy Allen | 4:38  |
| 2.  | Bump n' Grind              | R. Kelly              | 4:16  |
| 3.  | Homie Lover Friend         | R. Kelly, Timmy Allen | 4:22  |
| 4.  | It Seems Like You're Ready | R. Kelly              | 5:39  |
| 5.  | Freak Dat Body             | R. Kelly              | 3:44  |
| 6.  | I Like the Crotch On You   | R. Kelly              | 6:37  |
| 7.  | Summer Bunnies             | R. Kelly, Timmy Allen | 4:14  |
| 8.  | For You                    | R. Kelly              | 5:01  |
| 9.  | Back to the Hood of Things | R. Kelly              | 3:52  |
| 10. | Sadie                      | R. Kelly              | 4:30  |
| 11. | Sex Me Pt 1 & 2            | R. Kelly              | 11:27 |
| 12. | 12 Play                    | R. Kelly, Timmy Allen | 5:55  |